# Udóbnaia
Udóbnaia - Удобная (rus) és una stanitsa del krai de Krasnodar, a Rússia. Es troba a la vora del riu Urup, afluent del Kuban, a 21 km al sud d'Otràdnaia i a 221 al sud-est de Krasnodar.
Pertanyen a aquesta stanitsa els khútors de Zeléntxuk Mostovoi, Udobno-Zelentxukski, Txekhrak, Stoliarov, Kràsnie Gori, Stukànov, Romantxúkov, Lazartxuk i el possiólok de Penkozavod.

## Història
Udóbnaia fou fundada el 1858 pels cosacs d'acord amb un ukaz imperial amb la fi de protegir els confins meridionals de l'Imperi Rus. El lloc, envoltat de conreus i banyat per diversos rius, era molt propici per a l'agricultura. El 1859 hi havia 267 famílies que havien vingut d'altres parts de Rússia per colonitzar les terres. Els camperols conreaven camps de cereals (blat, civada, blat sarraí, ordi...). S'hi establí el 19è regiment de cosacs del Kuban. El 1863 tenia ja 1.794 habitants.
Va ser centre administratiu del raion d'Udóbnaia del 1935 al 1953, any en què el raion fou fusionat amb el d'Otràdnaia. Fou ocupada per la Wehrmacht de l'Alemanya nazi l'11 d'agost del 1942 i alliberada per l'Exèrcit Roig el 22 de gener del 1943.